# Haya-Sumu
Haya-Sumu fou rei d'Ilansura, el més proper aliat de Mari a la regió del Tigris. Estava casat amb Simatum i amb Kiru, filles de Zimrilim de Mari (sembla que successivament). Diversos reis d'Idamaraz reunits a Nahur es van declarar els seus vassalls, però no disposava de tropes per protegir Nahur. Va incitar a la gent de Tadum a matar el seu rei. Quan van arribar les forces elamites es va haver de declarar vassall i va expulsar al representant de Mari. La seva esposa Kiru representava un conflicte i la va voler matar almenys dues vegades. Encara que sotmès al general elamita Kunnan va aconsellar als reis d'Idamaraz de mantenir-se fora d'aquesta aliança. Quan els elamites van ser derrotats fou el primer va tornar a l'aliança amb Zimrilim. Va deposar Kapiya com a rei de Kahat i va donar el tron a Attaya.